# Ruwstelige stuifbal
De ruwstelige stuifbal (Tulostoma fimbriatum) is een schimmel behorend tot de familie Agaricaceae. Kenmerkend voor deze paddenstoel is de gewimperde opening. Ze komen voor op droge, humusarme, kalkrijke zand- en leembodem, tussen mossen in de duinen, in duin- en kalkgraslanden op zonnige hellingen en op begroeide stuifvlakten.

## Kenmerken
De ruwstelige stuifbal is zeer variabel in grootte. De vruchtlichamen hebben een 3 tot 8 cm hoge en tot 3 mm brede, gegroefde stee met aangrenzende bruine schubben. Het eigenlijke vruchtlichaam (sporenzak) is bolvormig en heeft een diameter van 0,6 tot 1 cm (volgens Wright tot 1,5 cm). De kleur is lichtgrijs. Bovendien is de onderkant van het hoofdbord meestal bezaaid met vuil- en zanddeeltjes. De steel is roodbruin, overlangs vezelig, met een knolvormige basis dat en  is grotendeels in de bodem blijvend.
De sporen zijn wrattig, lichtbruin, bolvormig en 4,3 tot 5,7 (maximaal 6) µm × (minimaal 3,6) 4,6 tot 5,1 µm groot. Onder de elektronenmicroscoop lijkt de versiering dik en ongelijk met aangehechte wratten die slecht zijn verbonden. Het capillitium is hyaliene tot licht geelachtig, vertakt en licht septaat, maar niet gezwollen. De draden zijn 3,5 tot 6 (tot 7,7) µm dik, vertakt en dikwandig.

## Verspreiding
De ruwstelige stuifbal komt in Nederland matig algemeen voor. Hij staat niet op de rode lijst en is niet bedreigd .

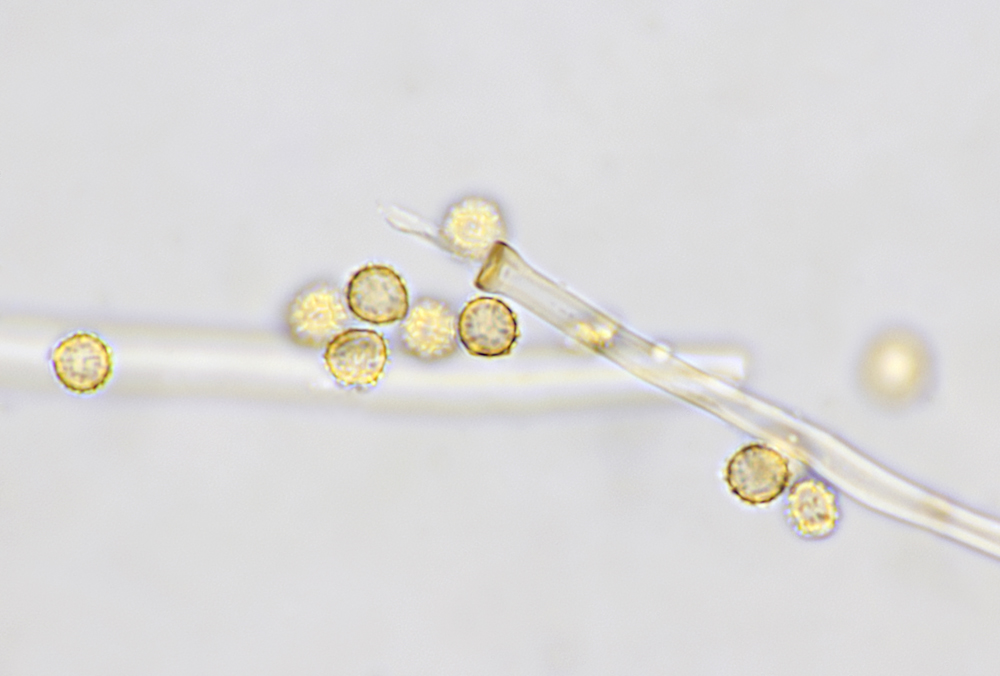
Capillitium en sporen